# 格延普尔
格延普尔（Gyanpur），是印度北方邦Sant Ravidas Nagar县的一个城镇。总人口12056（2001年）。

## 人口
该地2001年总人口12056人，其中男性6493人，女性5563人；0—6岁人口1856人，其中男1003人，女853人；识字率65.50%，其中男性为72.46%，女性为57.38%。